# Rolf Rüdiger Bensel
Rolf Rüdiger Bensel (12 de Junho de 1923 - ) foi um comandante de U-Boot que serviu na Kriegsmarine durante a Segunda Guerra Mundial.